# Храпун (Новоузенский район)
Храпун — хутор в Новоузенском районе Саратовской области, входит в состав Алгайского муниципального образования. Основан в 1930 году.

## География
Хутор находится на расстоянии примерно 35 км (по прямой) к югу от города Новоузенск, административного центра района.

### Часовой пояс
Хутор Храпун, как и вся Саратовская область, находится в часовой зоне МСК+1. Смещение применяемого времени относительно UTC составляет +4:00.

## Население
| 2010 |
| ---- |
| 3    |